# Coroa cívica
A coroa cívica (em latim: corona civica) foi uma grinalda de folhas comuns de carvalho dispostas como uma coroa. Durante a República Romana e o subsequente Principado, foi considerada como a segunda em honra e importância (a primeira era a coroa gramínea) e foi presenteada a um soldado romano que preservou a vida de um soldado romano em batalha, sendo acompanhada pela inscrição Ob civem servatum ("devido a um cidadão salvo"). Foi originalmente feita de ilex, e depois, sucessivamente, de aesculus e quercus, três tipos diferentes de carvalho.
Uma vez que a posse desta coroa era tão alta e honrosa, sua obtenção era restrita por regulações muito severas. Para obter-se tal honraria, o soldado romano precisava salvar a vida de um cidadão romano em batalha, matar o oponente, e preservar o local onde a ação ocorreu. Adicionalmente, a pessoa resgatada precisada proclamar o fato, o que aumentava a dificuldade de obtenção. Originalmente, a coroa cívica era presenteada pelo soldado resgatado, após uma investigação ser realizada pelo tribuno, porém durante o Império Romano, a coroa cívica passou a ser recebida das mãos do príncipe, ou seu delegado.
A preservação da vida de um aliado, mesmo que um rei, não conferia um título suficiente à coroa cívica, de modo que, quando obtido, podia sempre ser desgastada. O soldado que portava-a, mantinha um lugar reservado próximo ao senado em todos os espetáculos públicos e os senadores, bem como todo o resto da companhia, erguiam-se após sua entrada. Ele foi isentado de todas as responsabilidades públicas, bem como seu pai e seu avô paterno. E a pessoa que devia sua vida a ele foi obrigada, mesmo depois, a acalentar seu salvador como um parente, e dar-lhe todas as dependências como eram devidas a partir de um filho a seu pai.
São conhecidos poucos indivíduos que receberam a coroa cívica. Segundo Plínio, o Velho e Tito Lívio, Lúcio Gélio Publícola propôs a concessão dela para Cícero por ter detectado e esmagado a Conspiração de Catilina. A Augusto (r. 27 a.C.–14 d.C.) foi concedido pelo senado o direito de pendurar a coroa acima da porta de sua residência. Além disso, uma coroa de folhas de carvalho, com a inscrição de cives servatos, é frequentemente encontrada no reverso das moedas augustanas, bem como as de Galba (r. 68–69), Vitélio (r. 69), Vespasiano (r. 69–79), Trajano (r. 98–117), etc.